# 鈴木ダイスケ
鈴木 ダイスケ（すずき-、1970年 - ）は、日本の音楽プロデューサー、映画プロデューサー、ライター、雑誌編集者、クラブDJである。本名は-大介（-だいすけ）。

## 来歴・人物
1970年、宮城県に生まれる。その後、福島県郡山市に転居、福島県立郡山高等学校を卒業、当時の先輩に田島貴男や木暮晋也がいる。
立命館大学を卒業後、ビーイングに入社、倉木麻衣、ルーマニアモンテビデオ、GARNET CROWらを手がけ、また同社において、現在では伝説となったフリーペーパー「アンダウン」を編集長として発行した。テレビ番組の企画構成やラジオ番組のプロデュースなど幅広く行なった。
東京・大阪を拠点にしたライヴイベント『てぃーんずぶるーす』をオーガナイズ、そこから、スネオヘアー、GOING UNDER GROUND、堂島孝平、フジファブリック、オーノキヨフミ、音速ラインなどのアーティストを輩出した。
独立し、フィッシュマンズを主題とした映画『THE LONG SEASON REVUE』をプロデュース、音楽とマンガのミニコミ誌「KeyStation#」編集長を経て、2006年、葛飾ホックニーの主宰する「Picture Yourself Sound School」に参加、広い人脈を駆使し、80年代歌謡曲への偏愛とセンスを、DJとして、プロデューサーとして発揮した。葛飾とはDJトークユニット「ザ・ポップ・クルセダーズ」を結成するかたわら、「Yahoo! ミュージックマガジン」、「オリコン」誌などでもライター活動を行い、漫画家の江口寿史らとのDJイヴェントを下北沢で仕掛ける等広範に活動。
その後、A＆Rディレクターとしてアミューズソフトエンタテインメントに入社。paris match、いとうせいこう、狩野英孝など幅広く手がける。その後、アミューズ本社に移籍し現在に至る。

## ディスコグラフィ
- VA『トーキョー・シティライツ』（PSC、2003年） - 企画監修

1. 高速の男 - 堂島孝平
2. good-bye nightの風が吹く - disco☆star
3. 東京シティーライツ - オーノキヨフミ
4. ジョージアの月の下 - 杉真理&レッド・ストライプス
5. Put a little love in your heart(Parts.1&2) - NONA REEVES
6. BABY BLUE - 伊藤銀次
7. Happiness is a Sad Song - 関美彦
8. 太陽の季節 - アンナ・バナナ
9. A Day - 南佳孝
10. 恋人たち - ヒックスヴィル
11. 多分多分 - 無頼庵
12. といかけ(album mix) - the Indigo
13. 真夏の虫 - LIPNITZ
14. ときには空 - アップル&ペアーズ

- 加藤キーチ『東京バックサイド・ブルース』（Picture Yourselfレーベル、2006年） - プロデューサー

1. 『東京バックサイド・ブルース』 作詞森若香織、作曲編曲杉山洋介
2. 『BALLAD OF "G"』 作詞作曲編曲加藤キーチ
3. 『飛べないエアポート』 作詞日野友香・青木多果、作曲編曲青木多果

- paris match『Flight 7』（アミューズソフトエンタテインメント、2008年2月13日） - プロデューサー

## フィルモグラフィ
- THE LONG SEASON REVUE （監督川村ケンスケ、東映ビデオ） - プロデュース （ノンクレジット）

## テアトログラフィ
- Picture Yourself Sound School #1 （2006年6月27日、DJイヴェント、新宿ゴールデン街劇場） - プロデューサー、DJ
- Picture Yourself Sound School #2 （2006年7月30日、DJイヴェント、新宿ゴールデン街劇場） - プロデューサー、DJ
- Picture Yourself Sound School #3 （2006年9月6日、DJイヴェント、新宿ゴールデン街劇場） - プロデューサー、DJ
- Picture Yourself Sound School #4 ぎんざNOWは絶快調!! （2006年11月15日、ヴァラエティライヴショウ、新宿ロフトプラスワン） - プロデューサー、出演
- 加藤キーチ meets 日野友香 （2006年11月24日、音楽ライヴ、大韓民国ソウル・空中キャンプ） - プロデューサー
- 加藤キーチ sings SALLY （2006年12月15日、音楽ライヴ、Shibuya eggman） - プロデューサー
- Picture Yourself Sound School #5 オールスター新年会 （2007年1月30日、ヴァラエティライヴショウ、中野heavy sick ZERO） - プロデューサー、出演
- Picture Yourself Sound School #6 Superstar Carnival 俺たちがテレビだ! （2007年3月5日 - 11日、ヴァラエティライヴショウ、池袋小劇場） - 音楽プロデューサー、出演
寸劇『タイムスリップ! 一休さん』（葛飾ホックニー主演、遅塚勝一演出） - 脚本
- Picture Yourself Sound School #7 Allstar Festival 80年代がやってきた! （2007年4月30日、ヴァラエティライヴショウ、中野heavy sick ZERO） - プロデューサー、出演

## 連載
- 昭和45年女 → 昭和40年男『ヒサシ★ダイスケの「回転違いのズル休み」』（2022年3月（vol.6） - 、ヘリテージ（旧クレタパブリッシング）） - 漫画家の江口寿史との音楽対談。2023年9月より兄弟誌に移籍。